# Заходы (Серёдкинская волость)
Заходы — деревня в Псковском районе Псковской области. Входит в состав Серёдкинской волости. 
Расположена в 52 км к северу от Пскова и в 7 км к юго-западу от села Серёдка. В 1927-1928 годах был Заходский сельсовет. В 1928 году Заходский сельсовет был присоединён к Усаднищенскому сельсовету. В 1954 году Усаднищенский сельсовет был присоединён к Серёдкинскому сельсовету.

## Население
| 2001 | 2002 | 2010 |
| ---- | ---- | ---- |
| 39   | ↘35  | ↘17  |

## Топографические карты
- Лист карты O-35-XVII Новоселье. Масштаб: 1 : 200 000. Издание 1980 г.